# Барановська сільська рада (Зміїногорський район)
Бара́новська сільська рада (рос. Барановский сельский совет) — сільське поселення у складі Зміїногорського району Алтайського краю Росії.
Адміністративний центр — село Барановка.

## Населення
Населення — 2044 особи (2019; 2310 в 2010, 2571 у 2002).

## Склад
До складу сільської ради входять:
| Населений пункт   | Населення, осіб (2002) | Населення, осіб (2010) |
| ----------------- | ---------------------- | ---------------------- |
| Барановка, село   | 2163                   | 1963                   |
| Гальцовка, село   | 392                    | 337                    |
| Рязановка, селище | 16                     | 10                     |